# XXXTentacion
Jahseh Dwayne Ricardo Onfroy, vystupující hlavně jako XXXTentacion, (23. ledna 1998 Plantation, Florida – 18. června 2018 Deerfield Beach, Florida) byl americký rapper, zpěvák a textař.
Rapu se věnoval od roku 2013, od svého propuštění z diagnostického ústavu. Začínal na hudební platformě SoundCloud, kde se postupně dokázal prosadit. Slávu mu v roce 2017 přineslo znovuvydání songu „Look at Me!“, který původně vydal již v prosinci 2015. Song se v roce 2017 umístil na 34. příčce žebříčku Billboard Hot 100 a obdržel platinovou certifikaci. Úspěch singlu vedl v srpnu 2017 k vydání debutového alba 17, které debutovalo na 2. příčce žebříčku Billboard 200. V březnu 2018 vydal singl „Sad!“ ze svého druhého alba ?, které téhož měsíce debutovalo na 1. příčce žebříčku. Dne 18. června 2018 byl postřelen a následkům krátce poté podlehl.

## Život a kariéra

### Dětství (1998–2013)
Jahseh Dwayne Ricardo Onfroy se narodil dne 23. ledna 1998 ve městě Plantation na Floridě. Jeho rodiče Dwayne Ricardo Onfroy a Cleopatra Bernardová pocházeli z Jamajky. Kvůli finančním problémům rodiny Onfroy trávil většinu dětství u své babičky Collette Jonesové ve floridských městech Pompano Beach a později Lauderhill. V šesti letech se pokusil bodnout muže, který napadl jeho matku. Za to byl umístěn do státního zařízení a poté svěřen do péče své babičky.
V dětství ho jeho teta přivedla ke sborovému zpěvu. Z kostelního sboru byl ovšem vyloučen kvůli napadení jiného chlapce. V téže době začal chodit na Margate Middle School, ze které byl brzy vyloučen za násilné chování. Jeho matka ho poté poslala na půl roku do Sheridan House Family Ministries (křesťanský internát). Zde začal poslouchat nu-metal, hard rock a rap, a pokoušel se naučit na piano a kytaru. Následně nastoupil na střední školu Piper High School, ze které byl ovšem brzy poté také vyloučen. V pozdějších rozhovorech uvedl, že byl na střední škole populární, přesto se ovšem popisoval jako tichý student, který často cítil nejistotu a deprese, což často ventiloval fyzickými potyčkami.

### Počátky kariéry (2012–2016)
Hudbě se začal plně věnovat v roce 2012, kdy vydal svou první píseň „News/Flock“ (Píseň následně smazal. Na podzim roku 2019 byla skladba znovu neoficiálně vydána.). V téže době byl na rok umístěn do diagnostického ústavu za nelegální držení zbraně. V ústavu poznal Stokeleyho Clevona Goulbourneho, který později začal vystupovat pod pseudonymem Ski Mask the Slump God. Společně se začali věnovat rapu. Onfroy o svém pobytu v ústavu později řekl, že respektoval pečovatele a chránil jiné mladistvé před ostatními. I v ústavu se často pral.
Po propuštění z ústavu se Onfroy a Goulbourne znovu setkali a začali spolu nahrávat. Onfroy si zvolil přezdívku XXXTentacion a založil si účet na platformě SoundCloud, kam nahrál svou první oficiální píseň „Vice City“. V listopadu 2014 vydal svou první EP s názvem The Fall. V roce 2014 a 2015 vydal společná alba se Ski Mask the Slump God a dalšími lokálními rappery, alba nesla názvy Members Only Vol. 1 a Members Only Vol. 2. V roce 2016 vydal další EP s názvem Willy Wonka Was a Child Murderer, na něm se inspiroval žánry heavy metal a indie music. V roce 2016 se seznámil s rapperem Denzelem Currym a kvůli své kariéře odešel ze zaměstnání (pracoval jako operátor call centra).
V červenci 2016 byl zatčen za loupež a ozbrojené přepadení. Po propuštění na kauci se dál věnoval nahrávání svého debutového alba, tehdy s názvem Bad Vibes Forever (Album nebylo nikdy vydáváno. V prosinci 2019 vyšlo album se shodným jménem). V říjnu 2016 byl opět zatčen a obviněn z omezování osobní svobody a ublížení na těle těhotné ženy. Na jaře 2017 byl na kauci propuštěn z vazby. 

### Alba 17 a? (2017–2018)
V roce 2017 znovu vydal svůj dřívější singl „Look at Me“, singl se na vlně trapu svezl až na 34. příčku žebříčku Billboard Hot 100 a byl certifikován jako platinový singl. Promo singlu dělal tehdy také zpěvák Drake. V dubnu 2017 oznámil své první turné The Revenge Tour. Koncerty se dočkaly značného mediálního pokrytí, jelikož je provázely potyčky a násilí. Sám XXXTentacion byl jednou napaden a jednou se popral s fanouškem. V roce 2017 byl také zahrnut ve výročním článku 2017 Freshman Class hudebního časopisu XXL.
V květnu 2017 vydal svůj prodejní mixtape Revenge, na kterém vydal své dřívější skladby včetně singlu „Look at Me“. Mixtape debutoval na 76. příčce žebříčku Billboard 200 a později se vyšplhal na 44. příčku. V srpnu 2017 vydal své debutové album 17. Z alba pochází singly „Jocelyn Flores“ (19. příčka, 2× platinový singl) a „Fuck Love“ (ft. Trippie Redd) (28. příčka, 2× platinový singl). Album debutovalo na 2. příčce žebříčku Billboard 200 a obdrželo certifikaci zlatá deska. V roce 2018 se alba prodalo dalších 850 000 ks (26 000 ks v přímém prodeji + 1,2 miliardy streamů). tím album získalo ceritifikaci platinová deska. V listopadu 2017 hostoval na úspěšném singlu rappera Kodaka Blacka „Roll in Peace“ (31. příčka, platinový singl). V prosinci vydal další EP A Ghetto Christmas Carol.
V lednu 2018 oznámil, že on a rapper Joey Badass pracují na společném projektu. Duo tehdy vydalo společný freestyle na píseň „King's Dead“. XXXTentacion se v této době také věnoval svému kanálu na síti YouTube, kde ho sledovalo přes 6 milionů uživatelů. V březnu 2018 vydal singl „Sad!“, který debutoval na 17. příčce žebříčku Billboard Hot 100. Současně byl vydán také singl „Changes“ (18. příčka, platinový singl). V polovině března následovalo vydání alba ?, které debutovalo na 1. příčce žebříčku Billboard 200 a v srpnu 2018 obdrželo certifikaci platinová deska. Po jeho smrti singl „Sad!“ skočil z 52. na 1. příčku žebříčku Billboard Hot 100 a stal se 5× platinovým. Dalším singlem z alba byla píseň "Moonlight" (13. příčka, platinový singl). Ta byla jako singl vydána až po jeho smrti. V roce 2018 byl nominován celkem čtyřikrát. Dvakrát hudební cenou American Music Award of 2018 jako New Artist of the Year a Favorite Album - Soul/R&B. V soutěži BET Hip-Hop Awards byl nominován jako Best New Hip Hop Artist a v Billboard Music Awards bylo nominováno jeho album 17 jako Top R&B Album. Do konce roku 2018 se alba prodalo celkem 1 623 000 ks (72 000 ks v přímém prodeji + 2,2 miliardy streamů). Získalo tím certifikaci platinová deska.
Onfroy zůstal svou krátkou kariéru nezávislým umělcem, distribuci mu zajišťovaly společnosti Caroline Distribution a Empire Distribution.

### Smrt (2018)
Dne 18. června 2018, při odchodu z obchodu Riva Motorsports, byl ve městě Deerfield Beach na Floridě přepaden čtyřmi muži v maskách, přičemž dva z nich byli ozbrojeni, okraden a několikrát postřelen. Svým zraněním téhož dne podlehl. O dva dny později byl policií zadržen Dedrick Devonshay Williams, který byl obviněn z vraždy. V následujících týdnech byli identifikováni i zbylí tři podezřelí - Michael Boatwright, Trayvon Newsome a Robert Allen. Do konce července 2018 byli zadrženi tři ze čtyř podezřelých. Poslední podezřelý byl zatčený na začátku srpna 2018. V srpnu 2022 se Allen doznal ke spoluúčasti na vraždě a začal spolupracovat s vyšetřovateli. V březnu 2023 Williams, Boatwright a Newsome byli odsouzeni k doživotí bez možnosti podmíněného propuštění.
Onfroy ve své vůli zanechal všechen svůj majetek své matce a bratrovi. V době jeho smrti byla jeho tehdejší přítelkyně těhotná, ovšem v poslední vůli, která byla sepsána předtím, než jeho přítelkyně otěhotněla, jim nic nezanechal. Informace o těhotenství byla zveřejněna až po jeho smrti. Po jeho smrti se zvedla nová vlna zájmu o jeho tvorbu, například píseň „Sad!“ skočila z 52. na 1. příčku žebříčku Billboard Hot 100. Na 16. příčce v té době debutoval nový singl „Moonlight“. Album ? tehdy poskočilo z 24. příčky na 3.

### Posmrtně vydaná tvorba (2018–)
Od jeho úmrtí byly jeho dříve nezveřejněné nahrávky použity pro řadu hostujících singlů či písní. Například v písni od (v době vydání již také zesnulého) rappera Lil Peepa „Falling Down“ (13. příčka) nebo v singlu „Arms Around You“ (od Lil Pump (ft. Maluma a Swae Lee)) (28. příčka). V obou případech šlo o společný singl. V listopadu 2018 byl vydán singl „Bad!“ (16. příčka), který byl vedoucím singlem z alba Skins. To bylo vydáno 7. prosince 2018.
V červenci 2019 byl vydán nový singl „Royalty“ (ft. Ky-Mani Marley, Stefflon Don a Vybz Kartel), singl v hitparádách nezabodoval. Jednalo se o první píseň z druhého posmrtně vydaného alba s názvem Bad Vibes Forever, které vyšlo 6. prosince 2019.
Na podzim byly vydány dva singly z alba Bad Vibes Forever. Jednalo se o písně „Hearteater“ a „Bad Vibes Forever“ (ft. PnB Rock a Trippie Redd). Album bylo vydáno na začátku prosince 2019. Mělo by jít o jeho poslední album.
V roce 2021 bylo oznámeno, že se stal prvním hudebním umělcem, jehož čtyři písně překonaly milník miliardy streamů na Spotify. Šlo o písně: „SAD“, „Jocelyn Flores“, „Moonlight“ a „Changes“.
V únoru 2022 jeho album ? překonalo na Spotify hranici 7,88 miliardy streamů a stalo se tak nejstreamovanějším hip-hopovým albem na platformě. Do té doby jím bylo album Scorpion od Drakea.
V červnu 2022 vyšlo kompilační album Look at Me: The Album a spolu s ním i stejnojmenný dokumentární film, který natočila Sabaah Folayan. Album obsahuje průřez hudební kariérou XXXTentaciona. Projekt byl propagován dvěma singly. Šlo o písně „Vice City“ (89. příčka), která byla původně vydána v roce 2014 na SoundCloudu, a „True Love“ (s Kanye West), jež vyšla na Westově albu Donda 2.

## Odkaz a vlivy
XXXTentacion za sebou zanechal depresivní a někdy deprimující hudbu, která v mainstreamové hudbě otevřela téma duševních poruch. Ve své hudbě sahal po tehdy neobvyklých prvcích (pro žánr rap), elektronický zvuk, časté použití kytary nebo čerpání z třetí vlny žánru emo. Jeho úspěch s těmito prvky inspiroval umělce jako jsou Lil Pump, Trippie Redd, Ski Mask the Slump God, Smokepurpp nebo 6ix9ine, kteří začali čerpat z žánrů jako Grunge a Lo-fi. XXXTentacion sám za své vzory uváděl umělce jako jsou nebo byli Kurt Cobain, Tupac Shakur, Cage the Elephant, The Fray, Papa Roach, Three Days Grace, Gorillaz nebo Coldplay. XXXTentacion také pomáhal proslavovat jiné místní rappery.
Veřejností byl považován za kontroverzního umělce, a to hlavně kvůli jeho častým fyzickým potyčkám, soudům a veřejným sporům. Velkou kauzu vyvolalo obvinění z napadení těhotné ženy. Onfroy následně věnoval 100 000 dolarů nadaci starající se o oběti domácího násilí. Soud probíhal celý rok 2017, v prosinci byl vzat do vazby, ale brzy poté umístěn do domácího vězení. Z toho byl propuštěn v březnu 2018, krátce před svou smrtí.

## Diskografie

### Studiová alba
- 17 (2017)
- ? (2018)
- Skins (2018)
- Bad Vibes Forever (2019)

### Mixtape
- Mona Lisa (2013)
- XXX (2014)
- ItWasntEnough (2016)
- Revenge (2017)

### Kompilační alba
- Look at Me: The Album (2022)

### EP
- Ice Hotel (2014)
- The Fall (2014)
- rare (2014)
- Heartbreak Hotel (2015)
- Willy Wonka Was a Child Murderer (2016)
- A GHETTO CHRISTMAS CAROL! (2017)

### Úspěšné singly
Singly umístěné v žebříčku Billboard Hot 100:
- „Look at Me!“ (2016)
- „Revenge“ (2017)
- „Jocelyn Flores“ (2017)
- „Fuck Love“ (ft. Trippie Redd) (2018)
- „Sad!“ (2018)
- „Changes“ (2018)
- „Moonlight“ (2018)
- „Falling Down“ (s Lil Peep) (2018)
- „Arms Around You“ (s Lil Pump (ft. Maluma a Swae Lee)) (2018)
- „Bad!“ (2018)
- „Bad Vibes Forever“ (ft. PnB Rock a Trippie Redd) (2019)
- „Vice City“
- „True Love“ (s Kanye West)
- „Hope“